# Sister Bay
Sister Bay ist eine Gemeinde (mit dem Status „Village“) im Door County im US-amerikanischen Bundesstaat Wisconsin. Im Jahr 2010 hatte Sister Bay 876 Einwohner.

## Geografie
Sister Bay liegt im Osten Wisconsins am Westufer der Green Bay, einer Bucht des Michigansees. Die geografischen Koordinaten von Sister Bay sind 45°11′14″ nördlicher Breite und 87°07′15″ westlicher Länge. Das Gemeindegebiet erstreckt sich über eine Fläche von 9,27 km², die sich auf 6,68 km² Land- und 2,59 km² Wasserfläche verteilen. Die Gemeinde Sister Bay wird im Osten von der Town of Gibraltar und im Westen von der Town of Liberty Grove umgeben, ohne einer davon anzugehören.
Benachbarte Orte von Sister Bay sind Ellison Bay (9 km nordöstlich), Northport (18,4 km in der gleichen Richtung), Baileys Harbor (14,4 km südlich), Ephraim (6,4 km südwestlich) und Fish Creek (13,8 km in der gleichen Richtung).
Die nächstgelegenen größeren Städte sind Green Bay (121 km südwestlich), Milwaukee (275 km südlich), Chicago in Illinois (427 km in der gleichen Richtung), Wisconsins Hauptstadt Madison (345 km südwestlich) und Eau Claire (430 km westlich).

## Verkehr
Der Wisconsin State Highway 42 verläuft als Hauptstraße durch Sister Bay. Alle weiteren Straßen sind untergeordnete Landstraßen, teils unbefestigte Fahrwege sowie innerstädtische Verbindungsstraßen.
Mit dem Ephraim–Gibraltar Airport befindet 9,4 km südwestlich ein kleiner Flugplatz. Der Austin Straubel International Airport in Green Bay ist der 138 km südwestlich liegende nächste Regionalflughafen; die nächsten Großflughäfen sind der Milwaukee Mitchell International Airport in Milwaukee (285 km südlich), der O’Hare International Airport in Chicago (401 km in der gleichen Richtung) und der Minneapolis-Saint Paul International Airport (573 km westlich).

## Bevölkerung
Nach der Volkszählung im Jahr 2010 lebten in Sister Bay 876 Menschen in 457 Haushalten. Die Bevölkerungsdichte betrug 131,1 Einwohner pro Quadratkilometer. In den 457 Haushalten lebten statistisch je 1,75 Personen. 
Ethnisch betrachtet setzte sich die Bevölkerung zusammen aus 97,5 Prozent Weißen, 0,7 Prozent Afroamerikanern, 0,1 Prozent (eine Person) amerikanischen Ureinwohnern, 0,2 Prozent Asiaten sowie 1,0 Prozent aus anderen ethnischen Gruppen; 0,5 Prozent stammten von zwei oder mehr Ethnien ab. Unabhängig von der ethnischen Zugehörigkeit waren 3,1 Prozent der Bevölkerung spanischer oder lateinamerikanischer Abstammung. 
10,3 Prozent der Bevölkerung waren unter 18 Jahre alt, 43,5 Prozent waren zwischen 18 und 64 und 46,2 Prozent waren 65 Jahre oder älter. 57,1 Prozent der Bevölkerung war weiblich.
Das mittlere jährliche Einkommen eines Haushalts lag bei 38.056 USD. Das Pro-Kopf-Einkommen betrug 29.812 USD. 9,4 Prozent der Einwohner lebten unterhalb der Armutsgrenze.